# Römerstraße Kempten–Bregenz

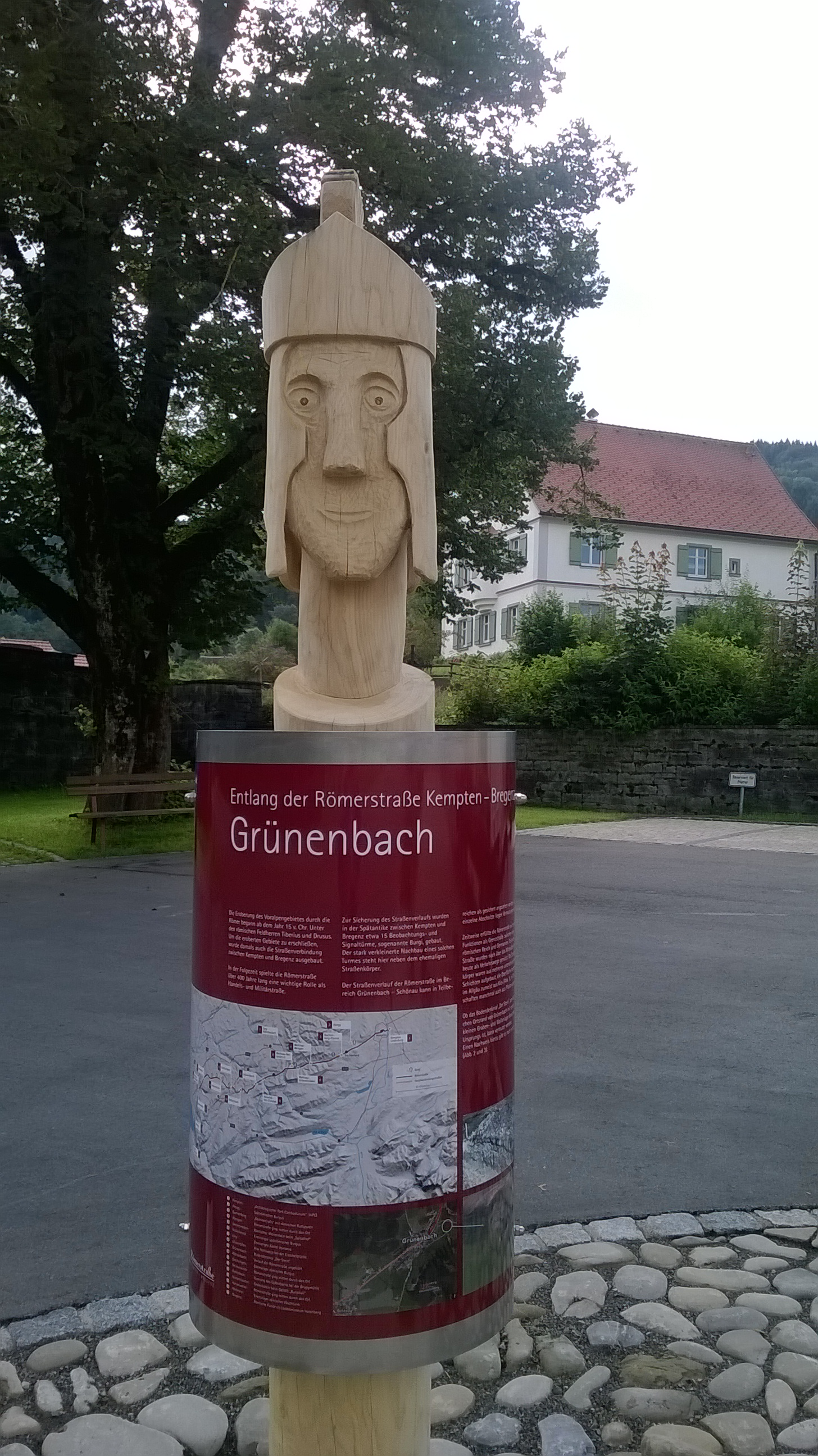
Infotafel zur Römerstraße
an deren Verlauf in Grünenbach

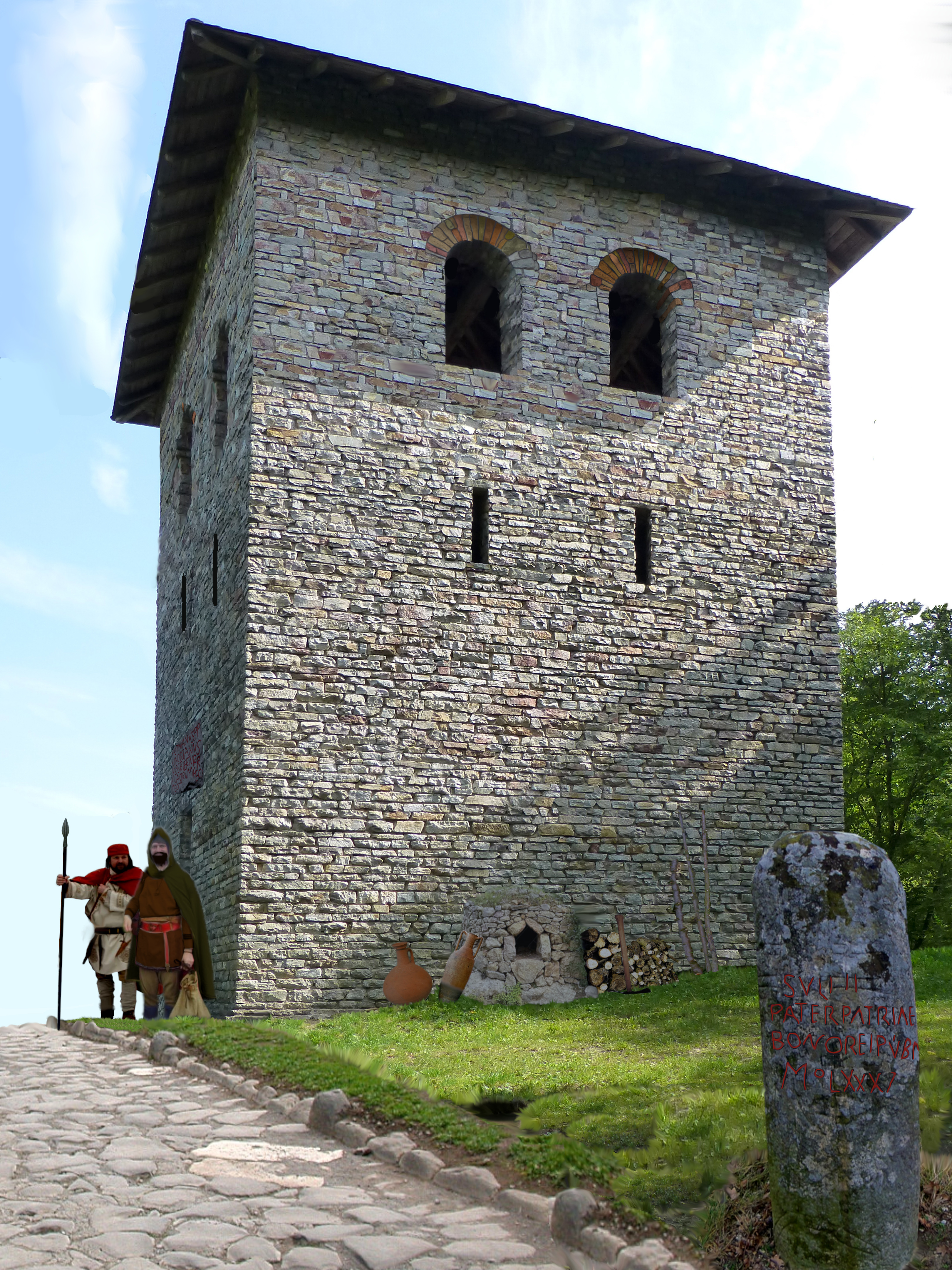
Rekonstruktionsversuch eines spätantiken Straßenburgus

Die Römerstraße Kempten–Bregenz war eine aus der römischen Kaiserzeit stammende Verbindungsstraße in der Provinz Raetia. Sie verband Rätiens ursprüngliche Hauptstadt Cambodunum, das heutige Kempten im Allgäu, mit der römischen Garnisons- und Hafenstadt Brigantium, dem heutigen Bregenz in Vorarlberg am Bodensee. Diese Römerstraße, deren lateinischer Name nicht überliefert wurde, war später ein Teilabschnitt der heute so bezeichneten Allgäustraße.
Der überwiegende Teil der historischen Trassenführung entspricht dem heutigen Straßenverlauf oder verläuft sehr nahe parallel zur aktuellen Straße. Viele Teilstücke des antiken Verkehrswegs wurden archäologisch erfasst und sind als Bodendenkmäler unter Schutz gestellt.

## Entwicklung
Die Eroberung des Voralpengebietes durch die römischen Feldherren Tiberius (14–37) und Drusus wurde im Jahr 15 v. Chr. in Gang gesetzt. Um die neu eroberten Gebiete wirtschaftlich und verkehrstechnisch rascher zu erschließen, wurde zwischen Kempten und Bregenz eine ganzjährig befahrbare Straße angelegt. Kempten hatte damals eine große Bedeutung als Straßenknotenpunkt. Von dort aus führten Straßen nach Bregenz, Augsburg, Epfach und Füssen. Auch in Bregenz kreuzten sich mehrere Römerstraßen und es besaß einen Handels- und Kriegshafen am Bodensee (Brigantinus Lacus). Die Stadt lag zudem an einer stark frequentierten Fernstraße, die von Italien über Chur nach Norden führte. Im Stadtgebiet wurden nicht weniger als vier Kastelle nachgewiesen. Schon bald nach ihrem Bau fristete sie zunächst ein Schattendasein, da man für schnelle Truppenbewegungen direkt verlaufende Straßen zwischen Augsburg, Mainz und Trier benötigten. Anders sah es dabei für den zivilen Bereich aus, denn die lokalen Wirtschaftstreibenden wussten sie sehr wohl zu ihrem Vorteil im regen Warenaustausch mit Gallien und Italien zu nutzen. In der Folgezeit sollte diese via militaris über 400 Jahre lang eine gewisse Rolle im römischen Fernstraßennetz dieser Region spielen. Ihre größte Bedeutung hatte sie von Anfang der römischen Okkupation bis in die Mitte des 1. Jahrhunderts n. Chr. und danach wieder gegen Ende der römischen Herrschaft über Raetien inne. Sie stellte die Verbindung zu den nördlich gelegenen Provinzen her, diente als Handelsroute und ermöglichte rasche Truppenbewegungen und Kurierdienste. Zur Absicherung und Überwachung entstanden in spätrömischer Zeit an diesen Streckenabschnitt, ab dem späten 3. Jahrhundert, Kleinkastelle und Wachtürme, sogenannte burgi. Hierzu wurden fünfzehn von ihnen als Beobachtungs- und Signaltürme errichtet. Zusätzlich dienten die Kleinkastelle als Etappenstationen für durchmarschierende römische Truppenverbände. Zum Erhalt der Straße mussten auch immer wieder Reparaturarbeiten durchgeführt werden. In Untereinöden gegenüber dem „Spitalhof“ steht heute die Kopie eines römischen Meilensteins. Seine Inschrift berichtet von der Wiederinstandsetzung der Straße unter Kaiser Septimius Severus (193–211) im Jahr 201 n. Chr.
Nach Aufgabe des Limes im sogenannten Dekumatenland Mitte des 3. Jahrhunderts erlangte die Straße wieder ihre ursprüngliche Funktion als Limes- oder Grenzstraße zurück, als die kürzeren Strecken hinter der Linie der neu gezogenen Grenzlinie des Donau-Iller-Rhein-Limes für die römische Nutzung ausfielen. Die stärkere militärische Nutzung der Straße spiegelte auch die unruhigen Verhältnisse in Rätien wider, da immer häufiger germanische Plünderer tief ins Reichsgebiet vordrangen und auf seinen gut ausgebauten Straßentrassen mit ihrer Beute zügig (und oft auch völlig unbehelligt) in ihre Territorien nördlich der Donau zurückkehren konnten. Als ab 260 n. Chr. die Alemannen wiederholt ins römisch kontrollierte Territorium einfielen, wurde die Nordgrenze des römischen Reichs, die zuvor nördlich der Donau lag (Limes), endgültig nach Süden zurückgenommen und an der Linie Hochrhein – Bodensee – Iller – Donau festgelegt. Teile ihrer Trasse wurden noch über das Mittelalter hinaus von der örtlichen Bevölkerung benutzt. Im Lauf der Jahrhunderte entstanden an der ehemaligen Römerstraße zahlreiche neue Ortschaften.

## Garnisonen, Burgi und sichtbare Bodenbefunde entlang der Römerstraße
Die Tabelle benennt die durch die Römerstraße verbundenen Garnisonsstädte mit ihren Kastellen und listet die am Straßenverlauf errichteten Burgi sowie heute noch sichtbare Bodenmerkmale auf. Zur besseren Unterscheidung sind die Kastelle andersfarbig dargestellt.
| Gemeinde | Gemarkung                                 | Bemerkung | Koordinaten                        | Denkmalnummer | Bild                                                              |
| --- | ----------------------------------------- | --- | ---------------------------------- | --- | ----------------------------------------------------------------- |
| Kempten | Kempten                                   | Cambodunum kaiserzeitliche Stadt und Garnison | 47° 43′ 35,84″ N, 10° 19′ 31,17″ O | D-7-8227-2004 | Modell von Cambodunum im 2. Jahrhundert n. Chr.                   |
| Kempten | Sankt Mang                                | Cambidanum spätrömische Kastellsiedlung | 47° 43′ 22,44″ N, 10° 19′ 14,16″ O | D-7-8227-0045 | Burghalde Kempten, das römische Cambidanum                        |
| Buchenberg | Ahegg                                     | Burgus Ahegg Spätrömischer Burgus, ca. 860 m NNW der Straße auf einem Hügel im Kürnachtal, etwas abseits des antiken Straßenverlaufs, er diente sowohl der Sicherung des spätrömischen Donau-Iller-Rhein-Limes als auch der Überwachung des Verkehrsweges                                                                             | 47° 42′ 35,41″ N, 10° 15′ 1,15″ O  | D-7-8227-0014 | Rekonstruktionszeichnung Burgus Ahegg                             |
| Buchenberg | Buchenberg                                | Burgus Buchenberg→Siehe Liste der Kastelle am DIRL Archäologische Befunde unter der Christi–Ruh–Kapelle direkt an der Römerstraße; mutmaßlicher Standort eines römischen Wachturms. | 47° 41′ 56,16″ N, 10° 14′ 41,2″ O  | D-7-8327-0062 | An der Stelle der Kapelle stand einst wohl ein römischer Wachturm |
| Buchenberg–Klamm | Buchenberg                                | Antike Radgeleise über mehrere hundert Meter, in einem Hohlweg am höchsten Punkt der Römerstraße (921 m, an der Wasserscheide Donau/Rhein). | 47° 41′ 21,77″ N, 10° 13′ 41,25″ O | | Antike Radgeleise bei Klamm                                       |
| Buchenberg–Kenels (Schwarzerd) | Buchenberg                                | Burgus Kenels, auch als „Burgus Wenk“ bezeichnet. Heute erinnert ein Gedenkstein auf einem kleinen Hügel an ihn. | 47° 41′ 4,01″ N, 10° 12′ 31,35″ O  | D-7-8327-0004 | Burgus Kenels                                                     |
| Weitnau-Spitalhof | Wengen, Untereinöden                      | Kopie eines römischen Meilensteins, er berichtet von der Wiederinstandsetzung der Straße unter Kaiser Septimius Severus 201 n. Chr. In | 47° 39′ 57,85″ N, 10° 7′ 17,59″ O  | | Meilenstein an der Römerstraße                                    |
| Weitnau–Nellenbruck | Wengen                                    | Burgus Nellenbruck→Siehe Liste der Kastelle am DIRL Ungesicherter Standort |                                    | |                                                                   |
| Das Reiterkastell bei Isny lag circa 5–6 Kilometer nördlich des ursprünglichen Trassenverlaufs, der über den Schidel führte – dem Nordausläufer des Doppelberges Riedholzer Kugel / Iberger Kugel – welcher als Höhenrücken zwischen der Unteren Argen und dem Maierhöfener Bach liegt. Die Straße mit ihren Burgi war aber vom Kastell aus auf dem Talgrund der beiden Gewässer leicht zu erreichen, dort wo diese bei Nellenbruck im Osten und bei Maierhöfen im Westen die Straße querten.         |                                           | |                                    | |                                                                   |
| Isny im Allgäu–Burkwang | Großholzleute                             | Kastell Vemania Reiterkastell, nördlich der Römerstraße. Von hier aus erfolgte die Versorgung mehrerer Burgi mit Wachmannschaften und Gütern. | 47° 41′ 53,35″ N, 10° 4′ 1,96″ O   | | Kastell Vemania, Rekonstruktionsmodell (Ansicht von Norden)       |
| Der weitere Verlauf des alten Verkehrsweges in Richtung Westen ist ab Maierhöfen-Raschenberg (heutige Landesgrenze) bis Grünenbach als Bodendenkmal ausgewiesen (D-7-8326-0024 bis Eistobel, dann D-7-8326-0021). Zwischen Grünenbach und Röthenbach ist der Verlauf der antiken Straße bis heute nicht eindeutig geklärt. Auch für den weiteren Streckenabschnitt von Röthenbach bis zum Burgus Dreiheiligen wurden für die historische Trasse bisher noch keine archäologischen Nachweise erbracht. |                                           | |                                    | |                                                                   |
| Röthenbach | Röthenbach                                | Burgus Röthenbach Ungesicherter Standort, Nach der Geschichte Röthenbachs soll sich im Ortsgebiet ein Römischer Burgus befunden haben. |                                    | |                                                                   |
| Röthenbach–Oberhäuser | Oberhäuser                                | Burgus Oberhäuser→Siehe Liste der Kastelle am DIRL Ungesicherter Standort |                                    | |                                                                   |
| Heimenkirch–Dreiheiligen | Heimenkirch, Feldflur „Schloßbühl“        | Burgus Dreiheiligen | 47° 37′ 17,24″ N, 9° 56′ 27,77″ O  | D-7-8325-0038 | Gedenkstein am Burgus Dreiheiligen                                |
| Heimenkirch Kirchplatz | Heimenkirch                               | Burgus Heimenkirch Auf dem Gelände des Burgus wurde die Pfarrkirche St. Margareta errichtet. Im Ortsbereich konnte in den Jahren 1909 bis 1910 die Römerstraße unterhalb der heutigen Bundesstraße nachgewiesen werden. Sie war teilweise mit Rundhölzern befestigt und mit einer 40 Zentimeter dicken Auflage aus Schotter versehen. | 47° 37′ 45,5″ N, 9° 54′ 14,9″ O    | D-7-8325-0016 | Burgus Heimenkirch, heute Kirchplatz/Friedhof                     |
| Heimenkirch–Kappen, Biesenberg 3 | Heimenkirch                               | Burgus Kappen (häufig als Burgus Meckatz bezeichnet) Turm mit quadratischem Grundriss, 11,8 × 12 m, seine Mauern waren noch bis zu Anfang des 19. Jahrhunderts sichtbar. | 47° 37′ 51″ N, 9° 52′ 53,33″ O     | D-7-8325-0017 | Befunde und Rekonstruktion Burgus Kappen/Meckatz                  |
| Opfenbach–Mellatz | Opfenbach                                 | Burgus Mellatz Die Lourdeskapelle steht auf den Fundamenten des Wachturms im Mittelpunkt des Burgus | 47° 37′ 35,73″ N, 9° 51′ 39,15″ O  | D-7-8325-0002 | Burgus Mellatz unter der Lourdeskapelle                           |
| Opfenbach | Opfenbach                                 | Burgus Opfenbach→Siehe Liste der Kastelle am DIRL Ungesicherter Standort, möglicherweise der Bereich der Pfarrkirche St. Nikolaus. Die Römerstraße querte im Bereich der heutigen Bruggmühle den Opfenbach. Es ist allerdings unklar, ob der Bach über eine Brücke oder durch eine Furt überquert wurde.                              | 47° 37′ 38,81″ N, 9° 49′ 58,27″ O  | | Kirchenareal St. Nikolaus→möglicherweise „Burgus Opfenbach“       |
| Sigmarszell–Umgangs | Niederstaufen                             | Römersiedlung Umgangs. Grenzt an seiner Ostseite unmittelbar an den Trassenverlauf der Römerstraße. Möglicherweise Burgus | 47° 37′ 0,56″ N, 9° 48′ 44,95″ O   | D-7-8324-0005 |                                                                   |
| Sigmarszell–Niederstaufen | Niederstaufen, Waldbergweg                | Burgus Waldberg (Waldburg?)→Siehe Liste der Kastelle am DIRL Ungesicherter Standort, nach der Geschichte Niederstaufens soll sich der Burgus auf dem Burgstall Kreuzberg befunden haben. | 47° 36′ 6,94″ N, 9° 47′ 32,92″ O   | D-7-8324-0003 Nummer für das Bodendenkmal Kreuzberg. Ein römischer Burgus ist für diese Stelle archäologisch nicht bestätigt | Burgstall Kreuzberg→möglicherweise „Burgus Waldburg“              |
| Sigmarszell–Burgstall | Niederstaufen                             | Burgus Burgstall mit Gedenkstein | 47° 35′ 49,56″ N, 9° 46′ 49,96″ O  | D-7-8424-0003 |                                                                   |
| Hohenweiler–Gmünd | Hohenweiler                               | Burgus Hohenweiler Ortsteil Gmünd, wurde beim Gasthaus Gmündmühle ergraben. Der Turm hatte einen annähernd quadratischen Grundriss und maß 10 × 12 m. | 47° 35′ 40,72″ N, 9° 46′ 43,57″ O  | | Gasthaus Gmündmühle am Burgus                                     |
| Hohenweiler–Gwiggen | Hohenweiler                               | Burgus Gwiggen→Siehe Liste der Kastelle am DIRL. Ungesicherter Standort, wohl einer der Höfe an der Allgäustraße beim Kloster Gwiggen |                                    | |                                                                   |
| Hörbranz–Leonhards | Hörbranz (Parzelle Erlach am Betzentobel) | Burgus Hörbranz auch Burgus Erlach genannt Wehranlage/befestigte Siedlung der Römischen Kaiserzeit | 47° 33′ 23,1″ N, 9° 45′ 46,56″ O   | ObjektID: 130336 | Burgus Erlach bei Hörbranz – Befunde der Grabung von 1932         |
| Bregenz | Bregenz                                   | Brigantium; Sammelname für mehrere Kastelle im römischen Bregenz | 47° 30′ 18″ N, 9° 44′ 57″ O        | | Römisches Bregenz                                                 |

## Als Bodendenkmal (Bayern) ausgewiesene Streckenabschnitte
| Abschnitt                                                                                 | Gemeinde          | Objektbezeichnung                                 | Denkmalnummer |
| ----------------------------------------------------------------------------------------- | ----------------- | ------------------------------------------------- | ------------- |
| Von Kürnacher Straße bei Rothkreuz bis westliche Stadtgrenze                              | Stadt Kempten     | Straße der römischen Kaiserzeit                   | D-7-8227-0045 |
| Von Stadtgrenze Kempten bis Marktgrenze am Letzbach                                       | Markt Buchenberg  | Straße der römischen Kaiserzeit (Kempten-Bregenz) | D-7-8327-0007 |
| Von Marktgrenze am Letzbach über Wengen bis Nellenberg (Landesgrenze)                     | Markt Weitnau     | Straße der römischen Kaiserzeit (Bregenz-Kempten) | D-7-8326-0006 |
| Von Raschenberg, nahe der Landesgrenze über Maierhöfen bis zur Gemeindegrenze am Eistobel | Maierhöfen        | Straße der römischen Kaiserzeit                   | D-7-8326-0024 |
| Von Gemeindegrenze am Eistobel bis Grünenbach, Ostseite                                   | Grünenbach        | Straße der römischen Kaiserzeit                   | D-7-8326-0021 |
| Von Burgus Dreiheiligen über Heimenkirch bis Marktgrenze in Biesenberg                    | Markt Heimenkirch | Straße der römischen Kaiserzeit                   | D-7-8325-0018 |
| Von Gemeindegrenze in Biesenberg über Opfenbach bis Gemeindegrenze an der Ruhlandsmühle   | Opfenbach         | Straße der römischen Kaiserzeit                   | D-7-8325-0001 |
| Von Gemeindegrenze an der Ruhlandsmühle bis westliches Ortsende von Niederstaufen         | Sigmarszell       | Straße der römischen Kaiserzeit                   | D-7-8324-0004 |